# 2010年二十国集团首尔峰会
2010年二十国集团首尔峰会，是20国集团领导人第五次峰会，在2010年11月11-12日在韩国首都首尔举行。韩国成为第一个举办20国集团峰会的非八国集团国家。
本次峰会的主题是“20国集团在世界金融危机后的角色”。

## 峰会领袖

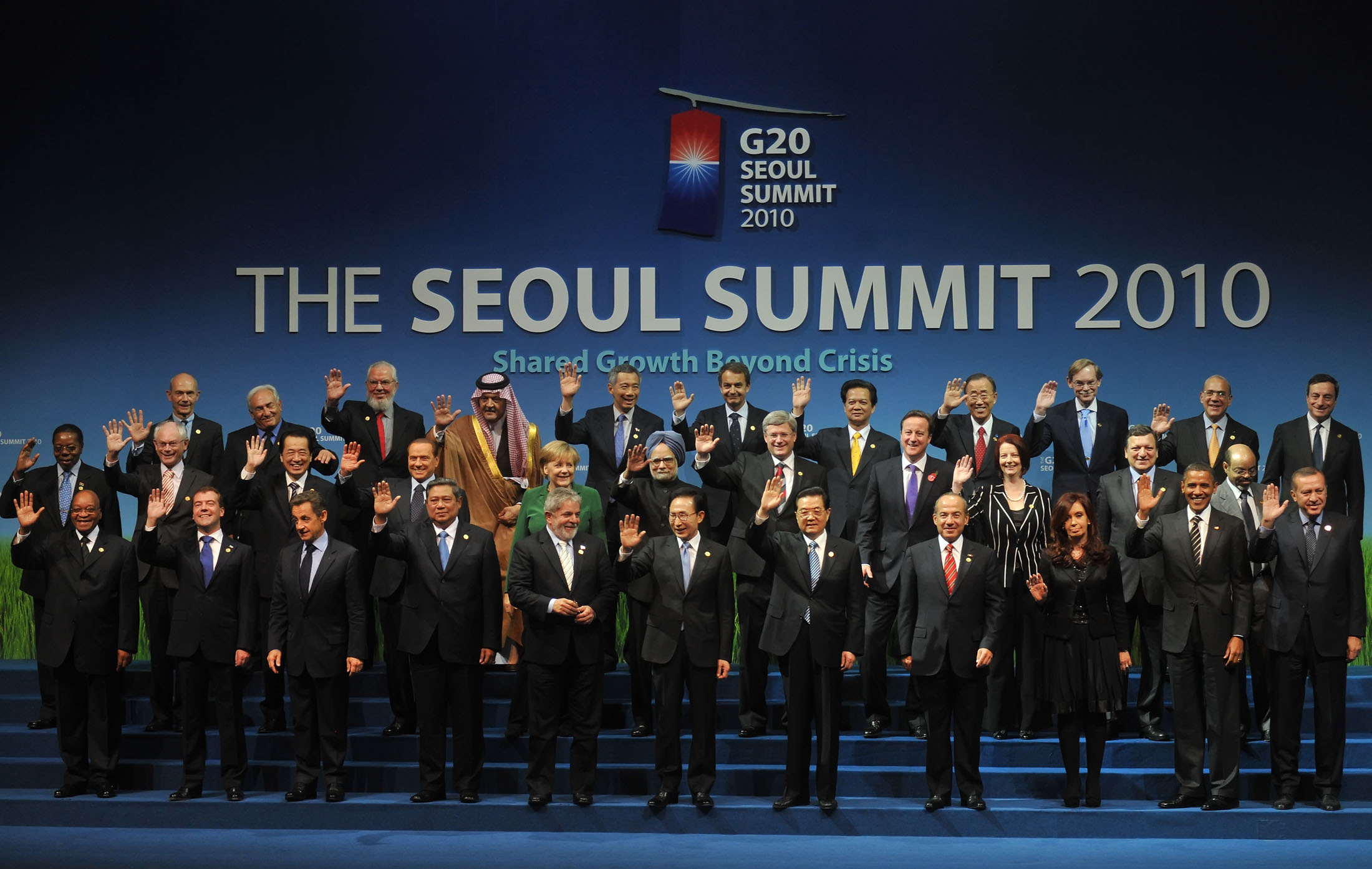
峰会合照

首尔峰会有1万人与会，包括32个国家的首脑和国际组织的领导人。
| 二十國集團主要成員國 主辨國及其領導人以粗體列出 |            |                                      |                |
| 成员国                                          | 成员国     | 代表                                 | 称谓           |
| 阿根廷                                          | 阿根廷     | 克里斯蒂娜·费尔南德斯·德基什内尔     | 阿根廷总统     |
| 澳大利亚                                        | 澳大利亚   | 茱莉娅·吉拉德                        | 澳大利亚总理   |
| 巴西                                            | 巴西       | 卢拉·达·席尔瓦                       | 巴西总统       |
| 加拿大                                          | 加拿大     | 史蒂芬·哈珀                          | 加拿大总理     |
| 中国                                            | 中国       | 胡锦涛                               | 中国国家主席   |
| 法國                                            | 法国       | 尼古拉·薩爾科齊                      | 法國總統       |
| 德国                                            | 德国       | 安格拉·默克爾                        | 德國聯邦總理   |
| 印度                                            | 印度       | 曼莫漢·辛格                          | 印度總理       |
| 印度尼西亚                                      | 印尼       | 蘇西洛·班邦·尤多約諾                 | 印尼總統       |
| 義大利                                          | 意大利     | 西爾維奧·貝盧斯科尼                  | 意大利總理     |
| 日本                                            | 日本       | 菅直人                               | 日本首相       |
| 墨西哥                                          | 墨西哥     | 費利佩·卡爾德龍                      | 墨西哥總統     |
| 俄罗斯                                          | 俄罗斯     | 梅德韦杰夫                           | 俄羅斯總統     |
| 沙特阿拉伯                                      | 沙特阿拉伯 | 阿卜杜拉·本·阿卜杜勒-阿齊茲·阿勒沙特 | 沙特阿拉伯國王 |
| 南非                                            | 南非       | 雅各布·祖马                          | 南非總統       |
| 大韩民国                                        | 韩国       | 李明博                               | 韓國總統       |
| 土耳其                                          | 土耳其     | 埃尔多安                             | 土耳其總理     |
| 英国                                            | 英国       | 大衛·卡梅倫                          | 英国首相       |
| 美国                                            | 美国       | 奥巴马                               | 美國總統       |
| 欧洲联盟                                        | 歐盟委員會 | 若澤·曼努埃爾·巴羅佐                 | 欧盟委員會主席 |
| 欧洲联盟                                        | 歐洲理事會 | 范龙佩                               | 歐洲理事會主席 |

| 獲邀請國家 |            |                                 |                |
| 國家       | 國家       | 代表                            | 稱謂           |
| 埃塞俄比亚 | 埃塞俄比亚 | 梅萊斯·澤納維                   | 埃塞俄比亞總理 |
| 马拉维     | 馬拉維     | 賓古·瓦·穆塔里卡                | 馬拉維總統     |
| 新加坡     | 新加坡     | 李顯龍                          | 新加坡總理     |
| 西班牙     | 西班牙     | 何塞·路易斯·羅德里格斯·薩帕特羅 | 西班牙首相     |
| 越南       | 越南       | 阮晉勇                          | 越南總理       |

| 國際組織 |                    |                  |                                  |
| 組織     | 組織               | 代表             | 稱謂                             |
|          | 非洲聯盟           | 賓古·瓦·穆塔里卡 | 非洲聯盟主席，馬拉維總統         |
|          | 東南亞國家聯盟     | 素林‧披蘇旺      | 東南亞國家聯盟秘書長，泰國前外長 |
| 阮晉勇   | 東南亞國家聯盟     | 越南總理         |                                  |
|          | 金融稳定论坛       | 馬利歐·德拉吉    | 主席                             |
|          | 全球治理組織       | 李顯龍           | 新加坡總理                       |
|          | 國際勞工組織       | 胡安‧索馬維亞    | 總幹事                           |
|          | 國際貨幣基金組織   | 史特勞斯卡恩     | 總裁                             |
|          | 非洲发展新伙伴计划 | 梅萊斯·澤納維    | 主席                             |
|          | 经济合作与发展组织 | 古瑞亞           | 秘書長                           |
| 联合国   | 聯合國             | 潘基文           | 聯合國秘書長                     |
|          | 世界銀行           | 羅伯特·佐利克    | 世界銀行行長                     |
|          | 世界貿易組織       | 帕斯卡爾·拉米    | 世界貿易組織總幹事               |

## 保安
为了确保这次峰会的安全，韩国政府对军人和警察进行空前的和平时期总动员，加强峰会的保安工作。峰会期间，韩国警方动员5万名警察——相当于韩国全国警察部队的三分之一，来提供保安。韩国军队在10月底开始进入最高的三级戒备状态。韩国国防部对付8种可能来自朝鲜的挑衅行为，包括穿越黄海海面的北方控制线入侵韩国海域。海洋警察厅负责首尔汉江的守卫，空军担任空中警戒，准备拦截峰会期间可能试图侵犯韩国领空的飞机。一旦外国飞机侵入韩国领空，韩国军方准备在首都首尔动用防空导弹。